# Episodi di Celebrity Deathmatch (terza stagione)
La terza stagione della serie animata Celebrity Deathmatch, composta da 25 episodi, è stata trasmessa negli Stati Uniti, da MTV, dal 27 gennaio 2000 all'11 febbraio 2001.
In Italia è stata trasmessa dal 2000 su MTV.
| nº | Titolo                                     | Scontri |
| -- | ------------------------------------------ | --- |
| 1  | Deathbowl 2000                             | Andre Agassi vs. Tiger Woods, OJ Simpson vs. Joe Namath, Mark McGwire vs. Sammy Sosa                                                            |
| 2  | The New Employee                           | Christina Aguilera vs. Britney Spears, Flea vs. Kenny G, Anthony Edwards vs. Eriq LaSalle vs. Noah Wyle                                         |
| 3  | Turn on Your TV Day                        | Bryant Gumbel vs. Katie Couric, Giudice Judith Sheindlin vs. Susan Lucci poi Mills Lane, Craig Kilborn vs. Tom Green                            |
| 4  | Freak Fights                               | Larry Flynt vs. Hugh Hefner, Cugino Grimm vs. Pierce McCrack, Eminem vs. Kid Rock                                                               |
| 5  | Celebrity Deathmatch's Salute to Hollywood | Kevin Costner vs. Kevin Smith, Kathy Bates vs. Sharon Stone, Alfred Hitchcock vs. Steven Spielberg                                              |
| 6  | Congressional Hearings                     | Congresso degli Stati Uniti d'America e Ted Kennedy vs. Johnny Gomez, Nick Diamond e Stone Cold Steve Austin                                    |
| 7  | Teen Night                                 | Alyssa Milano vs. Melissa Joan Hart, Mary-Kate Olsen vs. Ashley Olsen, Jennifer Love Hewitt e Scott Wolf vs. Reese Witherspoon e Ryan Phillippe |
| 8  | Sex, Lugs And Rock 'n' Roll                | Pamela Anderson vs. Heather Locklear, Axl Rose vs. Slash, Dale Earnhardt vs. Jeff Gordon                                                        |
| 9  | Johnny & Debbie... In Love?                | Chuck Woolery vs. Regis Philbin, Napoleone Bonaparte vs. Joe Pesci, Kevin Bacon vs. i visitatori Meg Ryan, Martin Lawrence e Jesse Ventura      |
| 10 | Time Travelling                            | Nick Diamond vs. Il Satiro, Sherlock Holmes vs. Jack lo squartatore, Joan Rivers vs. Melissa Rivers                                             |
| 11 | In the Head of Nicky Jr.                   | I Rage Against the Machine vs. Il Robot, Al Gore vs. "Weird Al" Yankovic, John Cusack vs. John Malkovich                                        |
| 12 | The Battle of the Heavy Metal Maniacs      | Beni Trauma vs. Potato Khan, Ernest Hemingway vs. Mick "Mankind" Foley, Fred Durst vs. James Hetfield                                           |
| 13 | Best of WWF                                | Lottatori della WWE vs. Mankind |
| 14 | The Prisoners                              | Bruce Springsteen vs. James Gandolfini, Drew Barrymore vs. Farrah Fawcett, Christian Slater vs. Robert Downey Jr.                               |
| 15 | Courtney Love Returns                      | Eddie Murphy vs. Nick Nolte, Macaulay Culkin vs. Haley Joel Osment, Dave Grohl e Billy Corgan vs. Courtney Love                                 |
| 16 | The Return of Lucy Lawless                 | David Arquette vs. Paul Reiser, Michael Douglas vs. Martin Sheen, Le TLC vs. Le Dixie Chicks                                                    |
| 17 | Halloween episode II                       | Brendan Fraser vs. La Mummia, Sarah Michelle Gellar vs. Il Vampiro, Stacey Cornbred Zombie vs. Debbie Matenopoulos                              |
| 18 | A Night of Vomit                           | Burt Reynolds vs. William Shatner, Ellen DeGeneres vs. Dr. Laura Schlessinger, George W. Bush vs. Gavin Rossdale                                |
| 19 | Suddenly Diamond                           | Diana Ross vs. Whitney Houston, Anthony Hopkins vs. Jodie Foster, Charlton Heston vs. Russell Crowe                                             |
| 20 | Family Night II                            | Ashley Judd vs. Wynonna Judd, Carroll O'Connor vs. Sherman Hemsley, Alec e Daniel Baldwin vs. Damon e Keenen Ivory Wayans                       |
| 21 | Celebrity Deathmatch Top 10                | Nessuno scontro nuovo, ma una classifica dei migliori scontri precedenti.                                                                       |
| 22 | Nick's Little Friend                       | Phil Collins vs. Sting, Warren Beatty e Annette Bening vs. Tim Robbins e Susan Sarandon, Ol' Dirty Bastard vs. LeAnn Rimes                      |
| 23 | Nick Gets High                             | Dana Carvey vs. Mike Myers, Angelina Jolie vs. Sandra Bullock, Leonardo DiCaprio vs. Woody Harrelson                                            |
| 24 | Deathcon 2001                              | Linda Hamilton vs. Sigourney Weaver, Cugino Grimm vs. Potato Khan, Harrison Ford vs. Samuel L. Jackson                                          |
| 25 | Fandemonium 2000                           | Beavis vs. Butt-head |
| 26 | Backstreet Boys vs. 'N Sync                | I Backstreet Boys vs. Gli 'N Sync vs. Satana |